# Postal (franquicia)
Postal es una franquicia de videojuegos de disparos creada por Running with Scissors, conocida por su violencia excesiva y contenido controvertido. Casi cada juego está ambientado en un género diferente; Postal es un isométrico, Postal 2 es un juego de disparos en primera persona, Postal III es un juego de disparos en tercera persona y varios títulos spin-off pertenecían a géneros como disparos de arriba hacia abajo. Una adaptación cinematográfica titulada simplemente Postal también fue producida por el director alemán Uwe Boll.

## Juegos

### Serie principal
| Año  | Título                       | Plataformas                  | Notas |
| ---- | ---------------------------- | ---------------------------- | --- |
| 1997 | Postal                       | Android, Linux, Mac, Windows | el primer juego de la saga. |
| 1998 | Postal: Special Delivery     | Mac, Windows                 | una expansión oficial que agrega cuatro niveles adicionales y Netcode mejorado para el multijugador. |
| 2000 | Super Postal                 | Windows                      | la versión japonesa de Postal, con actuación de voz japonesa y dos niveles adicionales. |
| 2003 | Postal 2                     | Linux, Mac, Windows          | la secuela de Postal, que presenta en primer lugar una perspectiva en primera persona. |
| 2003 | Postal 2: Share the Pain     | Linux, Mac, Windows          | una expansión oficial, que agrega multijugador PvP y dos nuevas áreas para un jugador. |
| 2005 | Postal 2: Apocalypse Weekend | Linux, Mac, Windows          | una expansión oficial que continúa después de finalizar el juego base. |
| 2011 | Postal 3                     | Windows                      | la secuela de Postal 2, desarrollada por Trashmasters en cooperación con Running with Scissors y publicada por Akella, presenta en primer lugar una perspectiva en tercera persona. Tras su lanzamiento, el juego fue criticado por críticos y fanáticos de la serie, por lo que Running with Scissors considera retrospectivamente que el juego no encaja en la imagen general de la serie, diciendo: "No lo consideramos el tercero". "juego, sólo un derivado dudoso que nunca debería haber sucedido". |
| 2015 | Postal 2: Paradise Lost      | Linux, Mac, Windows          | una pieza oficial de DLC para la versión Steam de Postal 2. Cuenta las aventuras de Postal Dude después del Apocalypse Weekend y retcons "Postal III", refiriéndose a él como una "visión horrible de un futuro que salió mal". |
| 2016 | Postal Redux                 | Linux, Windows, PS4, Switch  | un remake del Postal original, con texturas renovadas y múltiples cambios realizados para adaptarlo a los juegos modernos. |
| 2022 | Postal 4: No Regerts         | Windows                      | descrito por Running with Scissors como la "verdadera secuela" de "Postal 2". El juego fue anunciado y lanzado el 14 de octubre de 2019 como un juego de acceso anticipado. |

### Spin-offs
| Año  | Título                     | Plataformas   | Notas |
| ---- | -------------------------- | ------------- | --- |
| 2005 | Postal 2: Corkscrew Rules! | Windows       | un videojuego spin-off y expansión oficial de Postal 2, desarrollado por Avalon Style Entertainment y publicado por Akella. La trama se refiere a un hombre llamado Corkscrew, que se despierta en un manicomio y descubre que su pene ha sido amputado de alguna manera y se embarca en una misión para encontrarlo. |
| 2009 | Postal Babes               | Android, J2ME | un spin-off para móviles desarrollado y publicado por HeroCraft. Cuenta la historia de dos "Postal Babes" que deben rescatar a rehenes de su universidad local que ha sido tomada. |
| 2009 | Postal Mobile              | Android, J2ME | un videojuego móvil desarrollado por Ministry of Fun y publicado por GlobalFun. Cuenta la historia del Postal Dude que tiene que abrirse camino a través de una ciudad llena de policías corruptos y matones callejeros para recuperar su auto robado.                                                                |
| 2021 | Postal: Brain Damaged      | Windows       | un spin-off oficial de la serie Postal, desarrollado por Hyperstrange y CreativeForge Games y publicado por Hyperstrange y Running with Scissors. |

## Película
Uwe Boll dirigió y coescribió una adaptación cinematográfica de la serie Postal. Aunque la película comparte el título del primer videojuego "Postal", se basa más en la secuela, "Postal 2". Se introducen nuevos personajes en la película, como Faith (Jackie Tohn), un joven barista que se une al Postal Dude en su aventura, y el expresidente de Estados Unidos George W. Bush (Brent Mendenhall).

## Libros
Solo se publicaron dos libros en Rusia. En 2011 publicó el libro Postal. Реальный Чувак (Real Dude), que fue escrito por Andrei Shlyachov y publicado por AST. En 2012 publicó el libro  Postal. Чувак и надувная свобода (Dude and inflatable freedom), que fue escrito por Igor Gradov y publicado por AST.
Un libro basado en el primer juego de la serie Postal, que lleva el nombre del paquete de expansión del juego, "Postal: Special Delivery", fue escrito por Alisa Bogodarova y publicado el 29 de octubre de 2015 por Publish Green en forma de Amazon Kindle eBook. El libro vuelve a contar la historia del juego y los diversos eventos que lo llevaron a él y presenta varios personajes nuevos, incluidos los amigos y maestros de la escuela secundaria de Postal Dude, así como personajes originales de fantasía.
El 15 de abril de 2020 se publicó el libro documental sobre la franquicia Postal - Postal, escrito por Brock Wilbur y Nathan Rabin, que incluyó una entrevista con Vince Desi y Mike Jaret.